# Захино
Захино — деревня в Пушкиногорском районе Псковской области. Входит в состав сельского поселения «Полянская волость».
Расположена на берегу реки Великая (у впадения в неё реки Кудка), в 30 км к юго-западу от посёлка Пушкинские Горы, в 4 км юго-западнее волостного центра, деревни Поляне.

## История
До революции в селе Захино существовал уникальный в своем роде турбино-строительный завод братьев Эдуарда и Альберта Тиме, изделия которого расходились по всей России. Один из их потомков Л. А. Тиме написал книгу воспоминаний, в которых он подробно рассказывает и о Захине.
Во время Великой Отечественной войны на Захинском участке фронта войска РККА нанесли несколько ощутимых ударов по врагу.
9 июля 1941 года 30-й самокатный батальон 30-й пехотной дивизии вермахта на высокой скорости форсировал мост через Великую в центре Опочки, выскочил на Киевское шоссе и вместе с двумя штурмовыми орудиями Stug.III стал продвигаться на Остров и Пушкинские Горы. В это время в район Белки — Коровкино отходил батальон 195-го СП 181-й СД. Вскоре к Коровкино подъехал батальон 186-го полка с 4 гаубицами. Красноармейцами была подготовлена засада на пути следования немецких войск. Немецкая разведка на нескольких мотоциклах была расстреляна из пулемётов в лесу между Коровкино и Порядино. Мотоциклисты противника при поддержке штурмовых орудий попытались прийти к ним на помощь, но попали под огонь советских гаубиц, выставленных на прямую наводку. В 10.00 красноармейцы при поддержке гаубиц атаковали немцев, занявших оборону в Белках. Понеся большие потери, противник отступил сначала к Барабанам, а затем на Серово и Пурышево. Батальон 195-го СП занял оборону на 6-ти километровом участке от с. Захино до д. Белки.
Командующий 56-м моторизованным корпусом вермахта, впоследствии фельдмаршал, Э. фон Манштейн писал про эти бои: «К 9 июля окончательно выяснилось, что попытка командования танковой группы обойти силами 56-го танкового корпуса с востока силы противника, сосредоточенные в Пскове, не может дать успеха. Этому препятствовали болотистая местность и сильное сопротивление противника. Не оставалось ничего другого, кроме как прекратить проведение этого маневра и перебросить штаб корпуса вместе с 8-й танковой дивизией на север в направлении Остров».
10 июля 1941 года бои на всех направлениях разгорелись с новой силой. В ходе боя под Опочкой 3-й мотоциклетный батальон СС «Мертвая голова» форсировал Великую у Кишкино и стал продвигаться в район д. Белки. У д. Барабаны мотострелковый взвод 46-й танковой дивизии попытался задержать мотоциклистов. Ему на помощь пришёл взвод 195-го СП, оборонявший д. Белки. Одновременно батальон 195-го СП выдвинулся к д. Коровкино. В ходе боя немцам удалось захватить деревню Белки. Батальон 195-го СП отошёл в Захино. Боевой дозор немецких мотоциклистов на скорости проскочил мост через Кудку и достиг ст. Вощагино. С эсэсовцами здесь завязал бой 3-й батальон 243-го СП. Подразделения 181-й СД контратакой отбросили мотоциклистов противника за р. Кудку. После разгрома мотоциклетного авангарда, эсэсовцы отошли в район Белки, где заняли оборону.
11 июля в районе Опочки шли ожесточенные бои. Немцы стянули сюда три полнокровные дивизии. Противник уже в десять раз превосходил наши войска по количество войск и боевой техники. Командование 27-й армии готовит контрудар по Опочке с целью вывода из окружения 46-й танковой дивизии. Из состава 181-й СД был выделен 3-й батальон 243-го СП с приданной 122-мм гаубицей. В 22.30 отряд был готов и вместе с 21-м мехкорпусом РККА атаковал противника. Батальон скрытно форсировал Кудку, уничтожил боевое охранение противника в д. Ильмовой Горе и д. Зуево, а затем ночным штыковым ударом в коротком бою разгромил роту 3-го мотоциклетно-стрелкового батальона СС в Коровкино. К этому времени для переброски под Порхов в районе Коровкино — Белки происходила концентрация дивизии СС «Мертвая голова». 3-й разведывательный батальон СС прошёл Барабаны, занял мост, высоту 115 и село Катниково. За ним выдвигалась вся дивизия СС. В 2.30 12 июля отрядом 243-го СП в д. Белки был атакован и разгромлен 3-й мотоциклетно-стрелковый батальон СС. Неожиданным ударом было уничтожено около десятка автомашин и большое количество эсэсовцев. Дивизии СС «Мертвая голова» пришлось разворачивать войска для боя. Прорваться к Опочке отряду 243-го СП не удалось, но удачный ночной удар по колонне привел к значительным потерям противника в технике, задержал переброску войск и оказал помощь в выводе окруженного отряда из Опочки.
С рассветом разведывательный батальон и мотоциклисты дивизии СС при поддержке артиллерии атаковали батальон 243-го СП в д. Панютино и д. Белки. К 11.00 под воздействием превосходящих сил эсэсовцев отряд отошёл к Порядино и Коровкино. К концу дня 12 июля дивизия СС была переброшена в район Острова. К полуночи от д. Барабаны и д. Белки снялся 3-й мотоциклетно-стрелковый батальон СС. 46-я танковая дивизия РККА смогла вырваться из Опочки и вышла к реке Кудка.
Действия отрядов 181-й СД против дивизии СС позволили задержать переброску войск противника и нанести им весомые потери. В результате действий этих отрядов немцы не успели подвести главные силы дивизии СС в период контрудара РККА под Сольцами, в результате чего 8-я танковая дивизия вермахта была окружена и разбита.

## Население
| 2001 | 2002 | 2010 |
| ---- | ---- | ---- |
| 93   | ↘73  | ↘39  |